# 佩納斯灣
佩納斯灣（西班牙語：Golfo de Penas）是智利的海灣，位於泰陶半島以南的太平洋，北面有瓜亞內科群島，由伊瓦涅斯將軍艾森大區負責管轄，長110公里、寬90公里，平均水深150米。
47°22′S 74°50′W / 47.367°S 74.833°W